# Dawid Lande

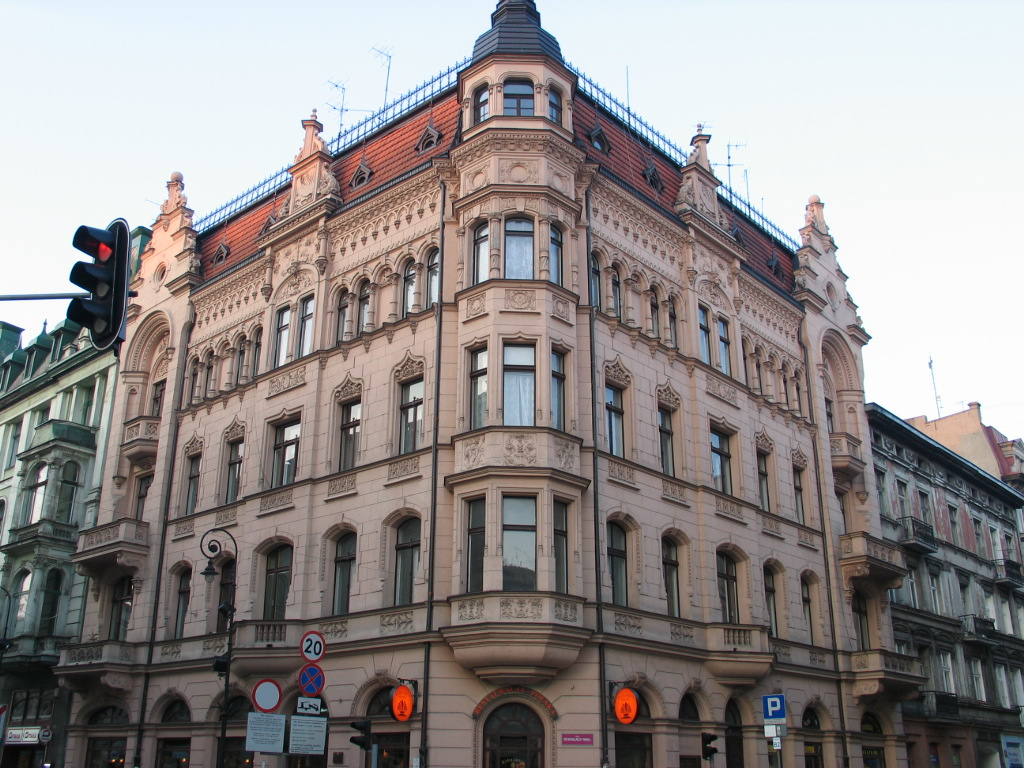
Nhà bằng gạch của Dawid Sendrowicz, được thiết kế bởi Lande vào năm 1897

Dawid Lande (sinh ngày 14 tháng 4 năm 1868 tại Łódź – mất ngày 10 tháng 9 năm 1928 tại Karlovy Vary) là một kiến trúc sư người Ba Lan.
Dawid Lande sinh tại Łódź. Tại đây, ông đã theo học trường thương mại. Sau đó, ông chuyển đến Saint Petersburg để bắt đầu việc học tại Học viện Kỹ thuật xây dựng dân dụng. Sau khi hoàn thành toàn bộ chương trình học, Dawid Lande trải qua hai năm đi làm tại Berlin. Ông đã làm nhân viên của một văn phòng kiến trúc sư tên là "Keyser und Grossheim". Kế đó, Lande trở về quê nhà và thành lập công ty riêng của ông tại đó.
Dawid Lande là một trong những kiến trúc sư nổi tiếng nhất của thành phố quê hương ông vào thời điểm đó. Tên tuổi của Lande được nhiều người biết đến thông qua những công trình mà ông đã thực hiện tại Łódź và Warsaw. Lande nổi tiếng phần lớn nhờ thiết kế các công trình chẳng hạn như Ngân hàng Quốc gia Nga tại Łódź, nhà bằng gạch của Dawid Sendrowicz, Hotel Grand, biệt thự của Leon Rappaport và nhà bằng gạch của Mieczysław Pinkus.
Dawid Lande mất tại Karlovy Vary, hưởng thọ 60 tuổi.